# Abgeordnetenbüro
Ein Abgeordnetenbüro ist das Büro eines Abgeordneten im Parlament oder Wahlkreis. Dieses wird dem Abgeordneten von der Parlamentsverwaltung zur Verfügung gestellt oder muss der Abgeordnete mit finanziellen Mitteln des Parlaments selbst anmieten.

## Deutscher Bundestag

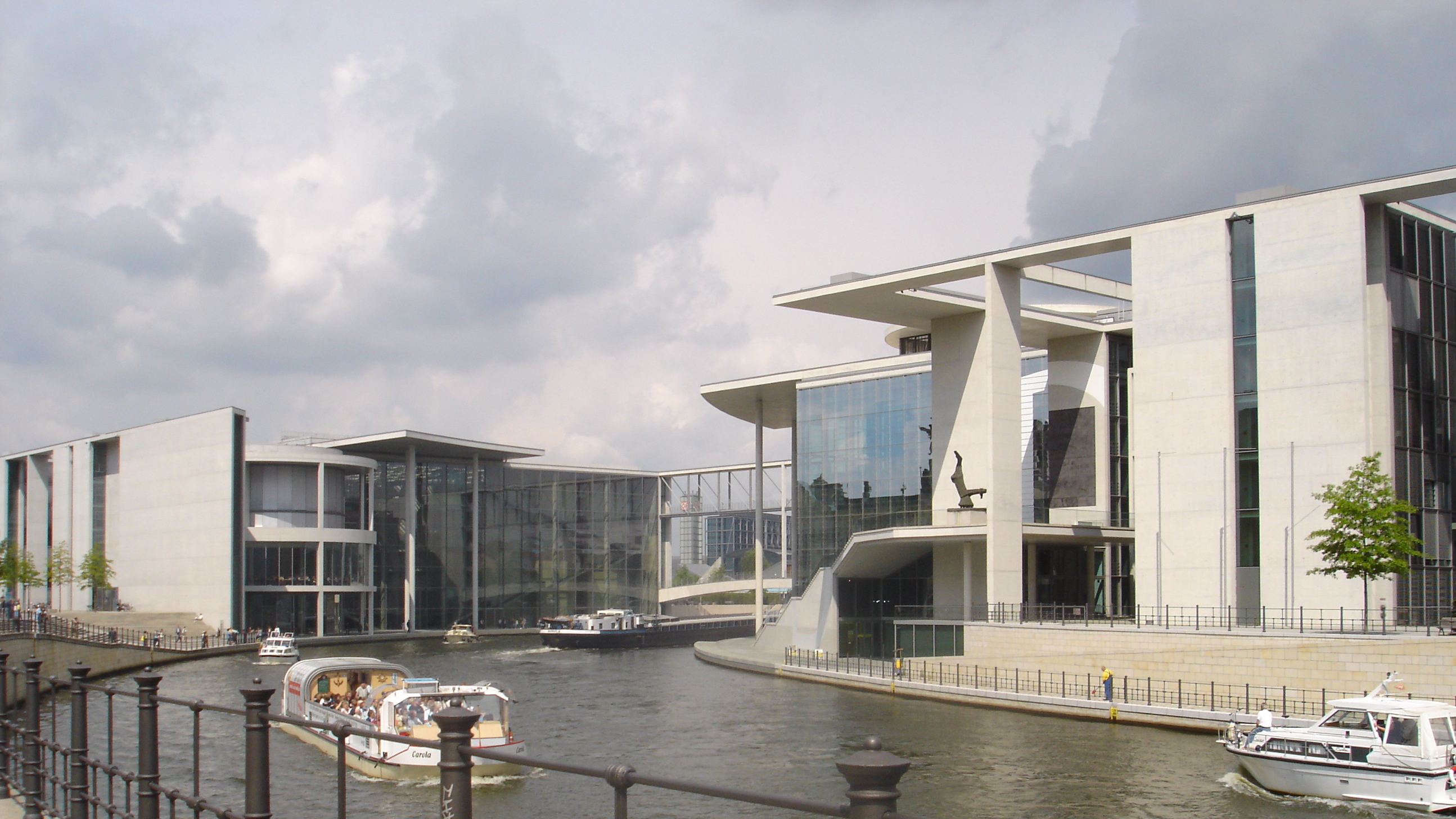
Das Paul-Löbe-Haus und das Marie-Elisabeth-Lüders-Haus

Nach § 12 Abs. 4 Satz 1 Nr. 1 AbgG gehört ein eingerichtetes Büro am Sitz des Deutschen Bundestages zur Amtsausstattung jedes Mitgliedes des Bundestages. Das Büro eines Abgeordneten gilt aufgrund des verfassungsrechtlich geschützten Abgeordnetenstatus als besonders schutzbedürftiger Raum. Nach Beschluss des Bundesverfassungsgerichts vom 9. Juni 2020 hat der Abgeordnete „aus Art. 38 Abs. 1 Satz 2 GG das Recht, die ihnen zugewiesenen Räumlichkeiten ohne Beeinträchtigungen durch Dritte nutzen zu können.“
Das Abgeordnetenbüro ist von den Fraktionsräumen zu unterscheiden, die den Fraktionen für ihre Fraktionsmitarbeiter und als Sitzungsräume von der Bundestagsverwaltung zur Verfügung gestellt werden. Des Weiteren ist das Abgeordnetenbüro vom Wahlkreisbüro zu unterscheiden, welches sich im Wahlkreis des jeweiligen Abgeordneten befindet und als Kontaktstelle zum Bürger dienen soll.
Das Büro dient als Arbeitsplatz für den jeweiligen Abgeordneten selbst und seine persönlichen Mitarbeiter, welche den Abgeordneten in seiner parlamentarischen Arbeit unterstützen. In Abgeordnetenbüros arbeiten meistens Büroleiter, Sekretäre, Sachbearbeiter, wissenschaftliche Mitarbeiter oder Referenten. Zudem bieten viele Abgeordnetenbüros die Möglichkeit der Beschäftigung als studentische Hilfskraft bzw. studentischer Mitarbeiter oder Praktikant an.
Die Abgeordnetenbüros sind nicht im Reichstagsgebäude, sondern den Nebengebäuden, insbesondere dem Jakob-Kaiser-Haus, Matthias-Erzberger-Haus, Otto-Wels-Haus, Paul-Löbe-Haus und dem Luisenblock West untergebracht. Im Jakob-Kaiser-Haus, in dem 60 % der Abgeordnetenbüros und Fraktionsräume untergebracht sind, gibt es Standardbüroräume von 18 m2, von denen jedem Abgeordneten mindestens drei Räume zur Verfügung gestellt werden. Die Zahl der Büroräume kann sich erhöhen, wenn ein Abgeordneter zusätzlich beispielsweise Fraktionsvorsitzender ist. Auch die Ausstattung der Büros ist unterschiedlich.